# Geert Schoonman
Geert Schoonman (Wormerveer, 31 augustus 1917 – Vliegveld Twente, 1944) was een Nederlandse verzetsstrijder tijdens de Tweede Wereldoorlog. Zijn verzetsnaam was Rooie Geert. 

## Levensloop
Geert Schoonman werd geboren te Wormerveer, als zoon van Antoon Johannes Fredericus Schoonman en Cornelia Allegonda Brandsma.  
Hij begon zijn strijd tegen de Duitsers als militair op 10 mei 1940 bij de Grebbeberg, als sergeant bij de verbindingsdienst.
Na de capitulatie werd hij als grenscommies in Glanerbrug geplaatst. Daar ontmoette hij Johannes ter Horst, de latere leider van KP-Enschede en KP-Twente. In 1943 koos Ter Horst Schoonman uit om deel uit te maken van de KP-Enschede. Tot aan hun dood op resp. 23 september en 12 oktober 1944 waren die twee onafscheidelijk.
De KP-Enschede, later aangevuld met Harry Saathof en Piet Alberts, voerde meer dan 50 gewapende acties uit, waarbij niemand werd gearresteerd of gedood. Schoonman had daarin een belangrijk aandeel.
Geert Schoonman was betrokken bij de bevrijding van o.a. Frits de Zwerver uit de Koepelgevangenis te Arnhem op 11 mei 1944. Tevens nam hij actief deel aan de bevrijding van 54 gevangenen uit het Huis van Bewaring te Arnhem op 11 juni 1944. Beide acties stonden onder leiding van de LKP-leider Liepke Scheepstra. Kort voor zijn arrestatie, eind 1944, werd hij belast met de inspecties van mogelijke afwerpterreinen voor luchtdroppings. 
In de eerste week van oktober 1944 werd Schoonman gearresteerd. Hij werd op 12 of 13 oktober 1944 gefusilleerd op vliegveld Twente. Drie jaar later, in oktober 1947 werd zijn stoffelijk overschot pas gevonden. Hij ligt nu begraven te midden van vele anderen uit het verzet op het Ereveld Loenen.
Bij Koninklijk besluit van 25 juli 1952, nr. 58 werd hem postuum het verzetskruis uitgereikt. Zijn naam staat vermeld op de Erelijst van Gevallenen 1940-1945.